# Montagnareale
Montagnareale es un municipio italiano situado en la ciudad metropolitana de Mesina, en Sicilia. Tiene una población estimada, a fines de noviembre de 2024, de con 1352 habitantes.

## Evolución demográfica
| Gráfica de evolución demográfica de Montagnareale entre 1861 y 2024 |
|                                                                     |
| Fuente: ISTAT - Elaboración gráfica de Wikipedia                    |